# Phrudocentra sixola
Phrudocentra sixola là một loài bướm đêm trong họ Geometridae.